# Apollo 4

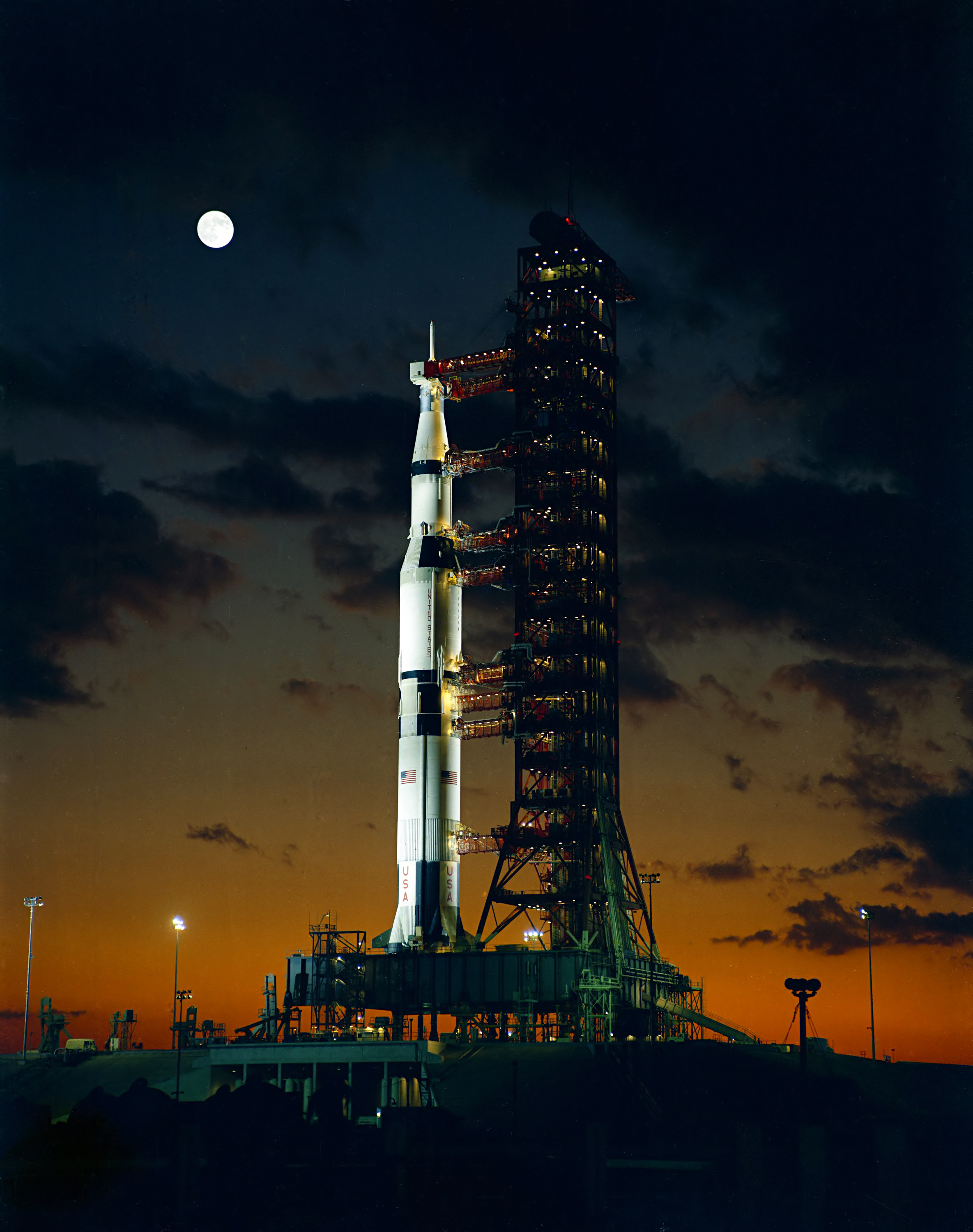
De Saturnus V-raket met de Apollo 4 voor de lancering

De Apollo 4 was een onbemande missie in het kader van het Amerikaanse Apollo-programma om Saturnus V en het hitteschild van de Apollo-ruimtevaartuigen te testen. Na twee cirkelvormige rondes om de aarde werd de derde trap herstart om de CSM in een elliptische baan om de aarde met een maximale afstand van 17.218 km te brengen. Hierdoor werd een zeer hoge terugkeersnelheid gegenereerd die de terugkeersnelheid van een maanmissie benaderde. Deze snelheid was nodig om het hitteschild aan de hitte die bij het terugkeren in de atmosfeer na een maanreis vrijkomt bloot te stellen.

## De vlucht
Er was geen oponthoud bij de lancering en de missie was succesvol. Apollo 4 was ook de allereerste vlucht waarbij een Saturnus V gelanceerd werd. Vrijwel alle gebeurtenissen tijdens deze missie werden voor het eerst gedaan, of met veel hogere snelheden en krachten dan daarvoor. De vlucht bevatte de volgende gebeurtenissen.
- Lancering: Om 7:01 uur lokale tijd (EST) steeg de Saturnus V op vanaf LC-39a. De F-1-motoren van de eerste trap brandden 152 seconden. De eerste kilometers ging de raket recht omhoog, daarna boog ze af richting het oosten en steeg gestaag verder terwijl de raket verder doorversnelde.
- Afstoten eerste trap: Op een hoogte van zo'n 65 km werd de eerste trap als overbodig gewicht gelost.
- Starten van de tweede trap: De motoren bleven ruim 6 minuten branden.
- Afstoten van de tussentrap: De interstage oftewel ring die de eerste en tweede trap aan elkaar verbindt werd als extra gewicht gelost. Dit was een spannend moment omdat de straalpijpen van de motoren van de tweede trap maar net binnen die ring pasten en een botsing van de straalpijpen met de interstage tot schade zou kunnen leiden.
- Afstoten van de tweede trap: Op een hoogte van zo'n 160 km zat het werk van de tweede trap erop.
- Starten van de derde trap: De derde trap bracht de resterende combinatie in een cirkelvormige "parkeerbaan" op 190 km boven de Aarde.
- Afstoten tweede tussentrap
- Tweemaal om de aarde
- Herstarten derde trap: De derde trap herstarten bracht de CSM verder van de aarde op weg naar een zeer elliptische baan met een maximumhoogte van 17.128 km en een minimumhoogte van 204 km.
- Loslaten CSM: Vanaf dit moment is het eigenlijke ruimteschip los van de draagraket. De motor van de servicemodule brandt nog enige tijd om de snelheid nog hoger te maken en de eerder genoemde maximumhoogte te halen. Waarna de combinatie weer dichter tot de aarde kwam en met behulp van de zwaartekracht van de aarde een zeer hoge terugkeersnelheid verkreeg.
- Afstoten Service Module: De bemanningscapsule (Command Module) koppelt af van de Service Module. Die laatste verbrandt daarna bij terugkeer in de atmosfeer.
- Eerste terugkeer in de atmosfeer: De Command Module komt de buitenste laag van de atmosfeer binnen, er ontstaat enorme luchtwrijvingshitte en de CM verliest wat snelheid. Door de hoek van terugkeer wordt de CM een stukje terug de ruimte in geduwd als een platte steen die over het water ketst.
- Definitieve terugkeer in de atmosfeer: De CM komt nu met een lagere snelheid nog een keer de atmosfeer binnen en zet de landingssequentie in werking. Er wordt eerst op de lucht geremd. Daarna wordt met behulp van een aantal kleine parachutes de snelheid nog verder teruggebracht waarna grotere parachutes ervoor zorgen dat de CM betrekkelijk zacht in de Atlantische Oceaan terechtkomt.
- Splashdown: De landing vond plaats op 9 november 1967, 03:37 pm EST in de Atlantische Oceaan.

## Trivia
- Tijdens de lancering van Apollo 4 werd voor de eerste maal de kracht van het door de vijf F-1-motoren geproduceerde geluid waargenomen. Hoewel het VAB en het lanceercontrolecentrum 5,5 km van de lanceerplaats stonden kwamen er plafondtegels naar beneden en trilde het observatieraam zo erg dat men er tegenaan ging staan in de hoop de trillingen enigszins te dempen.

- Apollo 4 was ook de inauguratievlucht van NASA's eigen civiele ruimtehaven het Kennedy Space Center en Lanceercomplex 39. Voor die tijd had NASA voor lanceringen militaire lanceerinstallaties gehuurd.

- Op 5 december 2014 testte NASA op een soortgelijke wijze het hitteschild van het Orion-ruimtevaartuig tijdens Exploration Flight Test 1. Daarbij was de maximum hoogte 6000 km.